# Élections législatives de 1935 dans la ville libre de Dantzig
Les élections législatives de 1935 dans la Ville libre de Dantzig (en allemand : Volkstagswahl in Danzig 1935) se tiennent le 7 avril 1935, afin d'élire les 72 députés du Volkstag.

## Résultats
| Parti                    | Parti                        | Voix    | %     | Sièges | +/-           |
| ------------------------ | ---------------------------- | ------- | ----- | ------ | ------------- |
|                          | Parti national-socialiste    | 139 423 | 59,31 | 43     | 5             |
|                          | Parti social-démocrate       | 37 729  | 16,05 | 12     | 1             |
|                          | Zentrum                      | 31 522  | 13,41 | 10     | en stagnation |
|                          | Liste Weise                  | 9 805   | 4,17  | 3      | 1             |
|                          | Parti polonais               | 8 294   | 3,53  | 2      | 1             |
|                          | Parti communiste d'Allemagne | 7 916   | 3,37  | 2      |               |
|                          | Autres                       | 373     | 0,16  | 0      | en stagnation |
|                          |                              |         |       |        |               |
| Votes valides            |                              |         |       |        |               |
| Votes blancs et nuls     |                              |         |       |        |               |
| Total                    | Total                        | 235 062 | 100   | 72     | en stagnation |
| Abstentions              |                              |         |       |        |               |
| Inscrits / participation | Inscrits / participation     | 237 165 |       |        |               |